# Jasenovo (district de Turčianske Teplice)
Pour les articles homonymes, voir Jasenovo.
Jasenovo (allemand : Käserhau, hongrois : Turócjeszenő) est un village de Slovaquie situé dans la région de Žilina.

## Histoire
La première mention écrite du village date de 1495.

## Démographie

### Évolution de la population
| Année:               | 1994. | 2004.   | 2014.    | 2024.    |
| -------------------- | ----- | ------- | -------- | -------- |
| Nombre de personnes: | 187   | 169     | 144      | 125      |
| Différence:          |       | -9,62 % | -14,79 % | -13,19 % |

| Année:               | 2023. | 2024.   |
| -------------------- | ----- | ------- |
| Nombre de personnes: | 126   | 125     |
| Différence:          |       | -0,79 % |